# Guayabito (Ngäbe-Buglé)
Guayabito è un comune (corregimiento) della Repubblica di Panama situato nel distretto di Ñürüm, comarca di Ngäbe-Buglé. Si estende su una superficie di 59,7 km² e conta una popolazione di 1.663 abitanti (censimento 2010).